# امیر روستایی
امیر روستایی (زادهٔ ۵ اوت ۱۹۹۷) بازیکن فوتبال اهل ایران است که در پست مهاجم برای باشگاه فوتبال لوسیل در لیگ دسته دوم قطر بازی می‌کند.

وی در پیکان و پرسپولیس و تیم ملی فوتبال جوانان ایران بازی کرده‌ است.
او ازدواج کرده و متاهل می باشد.

## افتخارات
پرسپولیس
لیگ برتر
- لیگ برتر ایران: قهرمان ۹۹–۱۳۹۸

الشحانیه  
- آقای گل لیک دسته اول قطر[۲]